# Brunsvigia orientalis
Brunsvigia orientalis är en amaryllisväxtart som först beskrevs av Carl von Linné, och fick sitt nu gällande namn av William Aiton och Christian Friedrich Frederik Ecklon. Brunsvigia orientalis ingår i släktet Brunsvigia och familjen amaryllisväxter. Inga underarter finns listade i Catalogue of Life.

## Bildgalleri

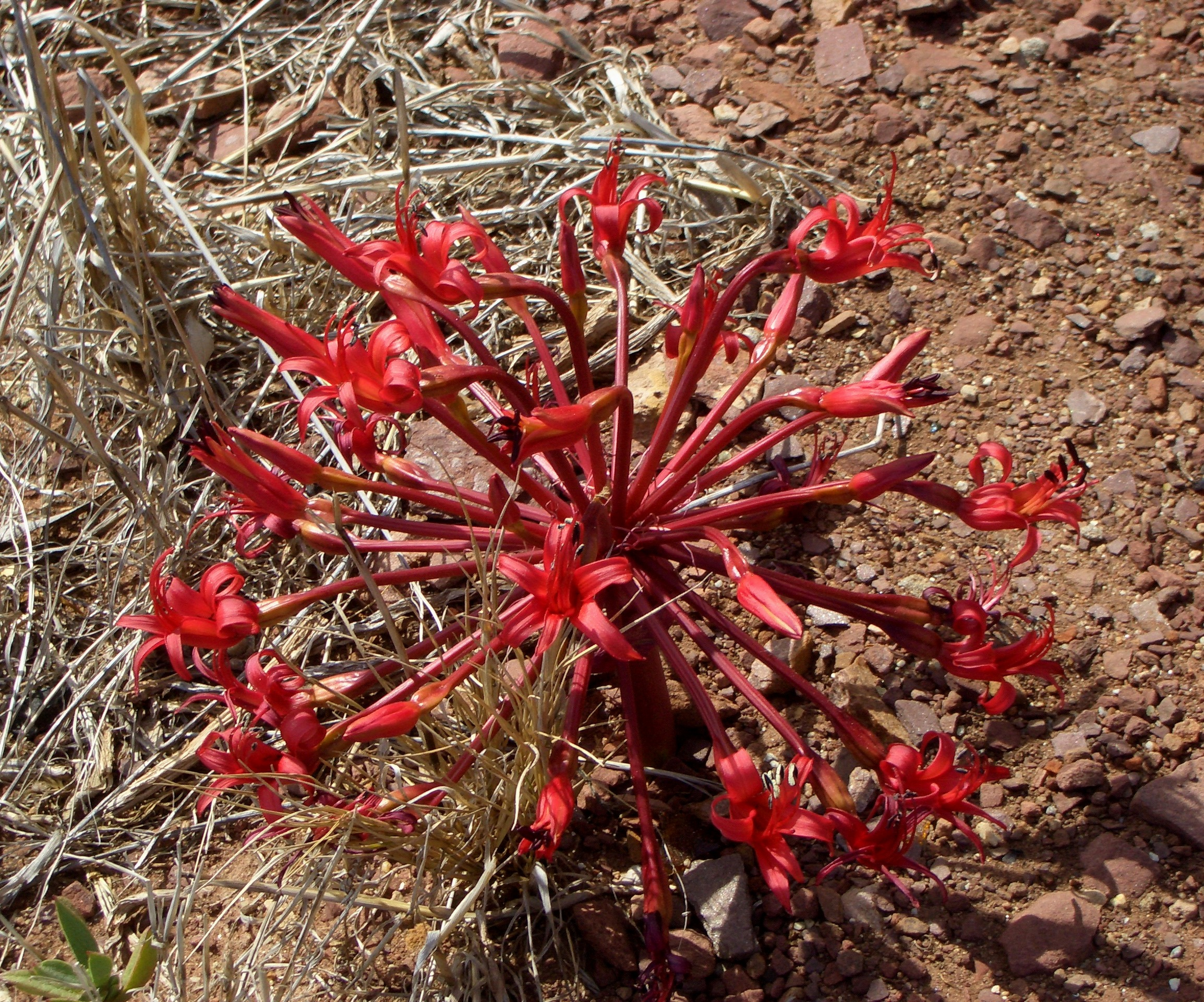
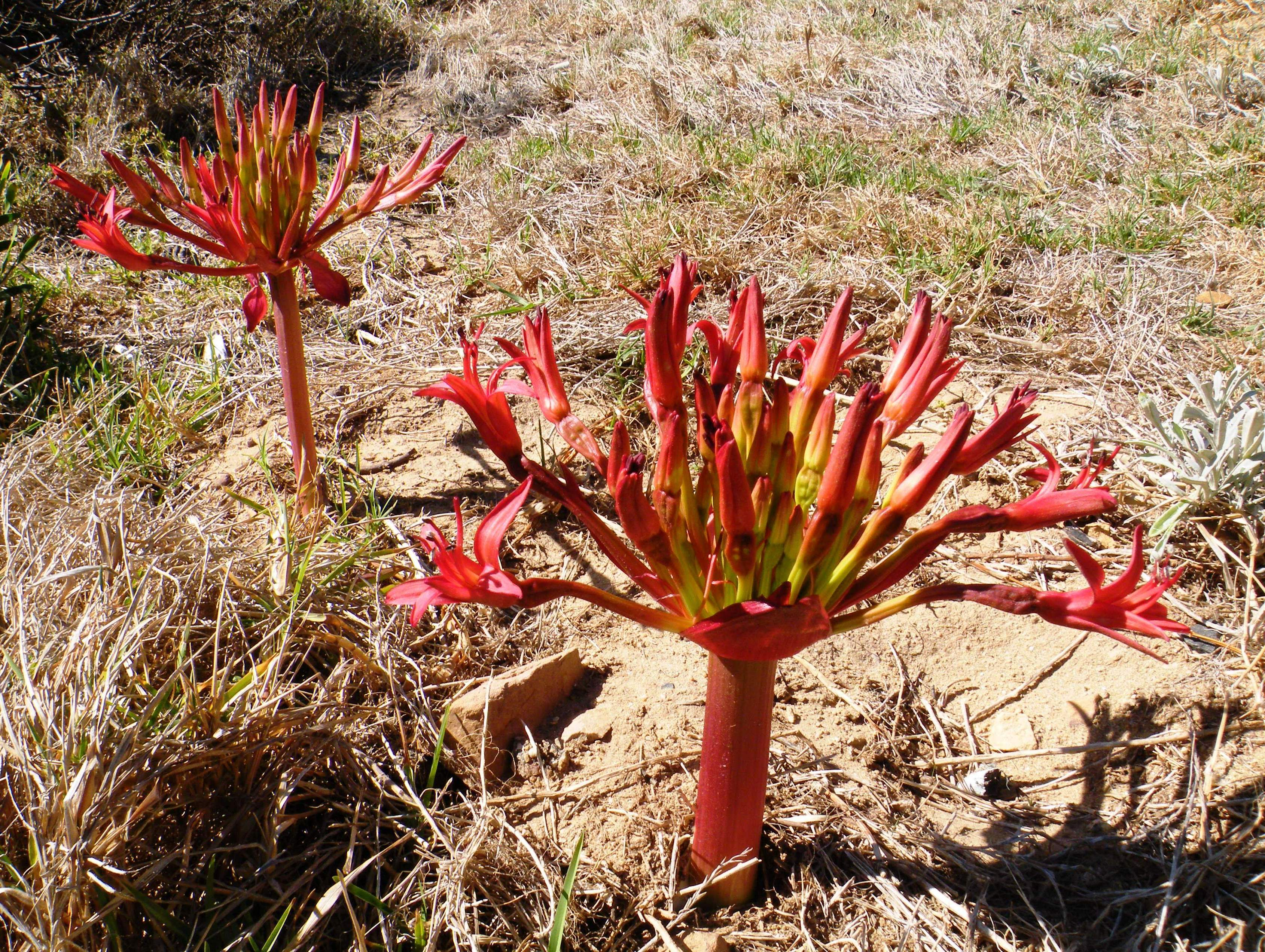
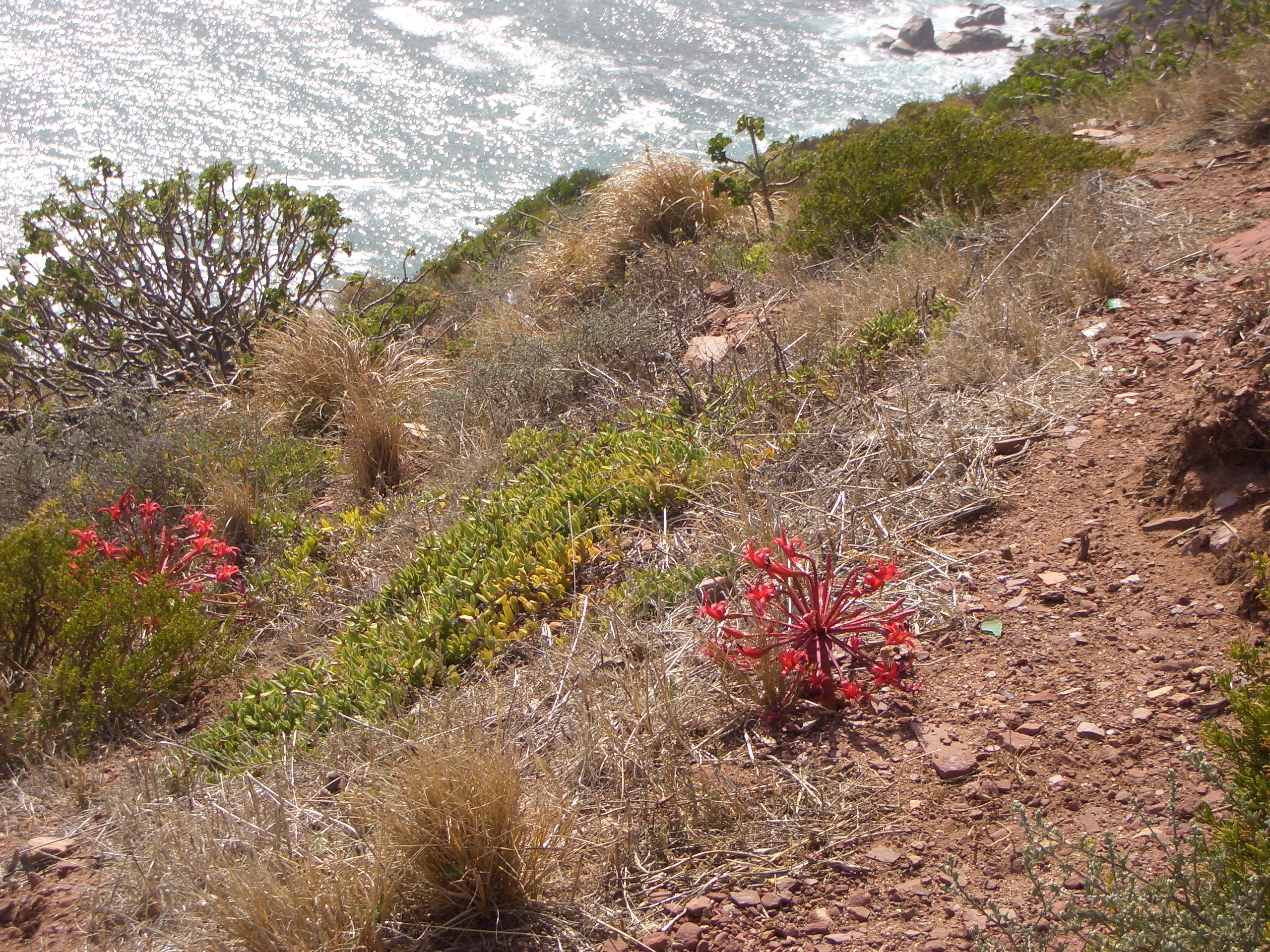
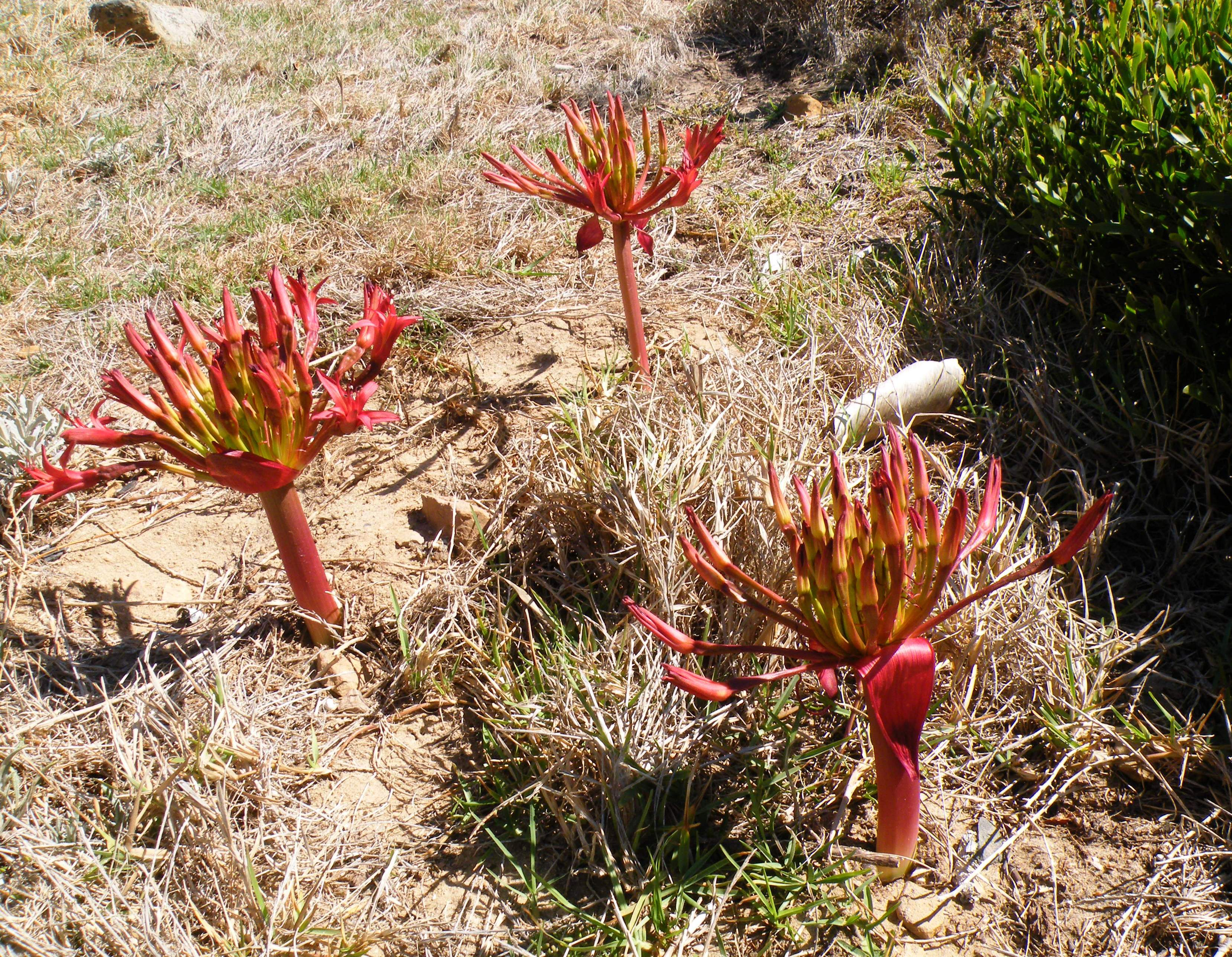